# Llewellyn Evans
Llewellyn Evans (1879. — 16. prosinca 1963.) je bivši velški hokejaš na travi. 
Osvojio je brončano odličje na hokejaškom turniru na Olimpijskim igrama 1908. u Londonu igrajući za Wales. 

## Vanjske poveznice
- Profil na Database Olympics
- Profil na Sports Reference.com  Arhivirana inačica izvorne stranice od 5. studenoga 2012. (Wayback Machine)